# Från olika världar
Från olika världar, originaltitel: To verdener, är en dansk dramafilm av Niels Arden Oplev, som hade biopremiär 22 februari 2008.

## Handling
Baserat på en sann historia, handlar filmen om 17-åriga Sara som är med Jehovas vittnen. Hon blir kär i en icke-troende kille och kämpar för att förena sin tro och sin hemliga romans. Samtidigt har hennes troende far varit otrogen mot sin fru.

## Om filmen
Filmen visades på Filmfestivalen i Berlin 2008 och blev Danmarks Oscarsbidrag 2009 för bästa utländska film. Från olika världar har visats i SVT.

## Medverkande
- Rosalinde Mynster
- Pilou Asbæk
- Jens Jørn Spottag
- Sarah Juel Werner
- Jacob Ottensten
- Sarah Boberg
- Anders W. Berthelsen
- Catrine Beck
- Thomas Knuth-Winterfeldt